# Bakennefi III.
Bakennefi III. (altägyptisch Bak-en-nefi III.; assyrisch Bukunani'pi), Vater des Inaros I., ist der Name des altägyptischen Fürsten von Athribis und Heliopolis, der von etwa 700 bis 667 v. Chr. (dritte Zwischenzeit) dort regierte. Er beteiligte sich am Aufstand gegen Assurbanipal und wurde vermutlich hingerichtet, da Psammetich I. von 667 bis 664 v. Chr. als Nachfolger in Kemwer belegt ist.
Bakennefi III. ist durch eine Statue, sowie verschiedene Objekte, so zum Beispiel Silberplättchen aus dem „Schatz von Athribis“ belegt. In vergöttlichter Darstellung erscheint er auch auf einem Altar des Nektanebis. Ebenso ist er durch assyrische Quellen bezeugt und war um 674 v. Chr. am Kampf gegen Asarhaddon beteiligt. Seine Taten wurden wahrscheinlich als Romanmotiv in der Erzählung Der Kampf um den Panzer des Inaros berücksichtigt.